# Opera semiseria
L'opera semiseria (òpera semiseriosa) és un gènere de l'òpera italiana, popular a principis i mitjans del segle xix.
Relacionat amb l'òpera bufa, la semiseria conté elements de comèdia, però també de patetisme, de vegades amb un entorn campestre. En general, es pot distingir d'òperes o melodrames tràgiques per la presència d'un basso buffo. Un dels exemples més coneguts és Linda di Chamounix de Gaetano Donizetti. Un altre exemple és el de Gioachino Rossini La gazza ladra. La Sonnambula de Vincenzo Bellini té totes les característiques del gènere, excepte la presència del basso buffo requerida.